# Kastro Zizo
Kastro Zizo, född Klevis Bega, född den 18 maj 1984 i Lushnja i Albanien, är en albansk singer-songwriter.
2008 framförde han bidraget "Bashkeshorti ideal" vid Kënga Magjike. Han tog sig till finalen och tilldelades där priset “Kënga Stil”, stilpriset. Året därpå ställde Zizo upp i Kënga Magjike 11 med låten "I penduar". Han tog sig till finalen den 21 november och fick där 388 poäng, vilket räckte till att knipa en åttonde plats i tävlingen. Han tilldelades även specialpriset "Çmimi Tendencë", trendpriset. År 2009 släppte han även singeln "Sick" tillsammans med Ingrit Gjoni. Året därpå släppte han tillsammans med Blero och Klevis låten "Gjinkalla Remix". 2012 släppte han låten "Pa lule" tillsammans med Young Zerka. 2013 släppte han låten "Samurai". 2014 deltar Zizo i Top Fests 11:e upplaga med låten "Ai ajo" tillsammans med sångerskan Bora.

### Fotnoter
1. ↑  Kastro Zizo Biografia Tekste Shqip
2. ↑  ”Fituesja e festivalit “Kënga Magjike 2008″, Jonida Maliqi.” (på albanska). visit-ulcinj.com. 23 november 2008. http://www.visit-ulcinj.com/blog/2008/11/23/fituesja-e-festivalit-kenga-magjike-2008-jonida-maliqi/.
3. ↑  ”KENGA MAGJIKE 2009”. TV Klan. Arkiverad från originalet den 6 oktober 2012. https://web.archive.org/web/20121006075321/http://www.tvklan.al/off_air_emisioni.php?id=34.
4. ↑  Kastro Zizo & Bora - "Ai ajo" Officiell video på Youtube.